# Madame Sans-Gêne (singolo)
Madame Sans-Gêne è un brano musicale scritto da De Simone - Gentile, musica di Capotosti, cantato da Johnny Dorelli con l'orchestra di Reverberi, pubblicato come singolo per la CGD, numero catalogo 9317, contenente sul lato B il medesimo brano eseguito da Gianni Ferro e la sua orchestra.
Il brano fa parte della colonna sonora dell'omonimo film, composta ed eseguita da Angelo Francesco Lavagnino.